# Jornalismo ambiental
Chama-se Jornalismo Ambiental a especialização da profissão jornalística nos fatos relativos ao meio ambiente, à ecologia, à fauna, à flora e à natureza em geral, particularmente no que diz respeito às consequências de iniciativas de desenvolvimento no meio ambiente e na biodiversidade.
As primeiras coberturas específicas sobre o meio ambiente surgiram após a Segunda Guerra Mundial, quando a ecologia ganhou força como tema de relevância mundial, inicialmente no Primeiro Mundo e, na década de 1980 e principalmente após a conferência Rio 92, no Terceiro Mundo.
Paula Saldanha foi uma das pioneiras no estilo jornalístico com tema a ecologia, meio ambiente e a questão socioambiental brasileira.

## História
Embora a prática da escrita sobre a natureza tenha uma história rica que remonta pelo menos às narrativas de exploração de Cristóvão Colombo, e segue a tradição por meio de escritores proeminentes sobre a natureza como Ralph Waldo Emerson e Henry David Thoreau no final do século XIX, John Burroughs e John Muir no início do século XX, e Aldo Leopold na década de 1940, o campo do jornalismo ambiental não começou a tomar forma até as décadas de 1960 e 1970.
O crescimento do jornalismo ambiental como profissão é aproximadamente paralelo ao do movimento ambiental, que se tornou um movimento cultural dominante com a publicação de Primavera Silenciosa de Rachel Carson em 1962 e foi posteriormente legitimado pela aprovação do Wilderness Act em 1964. Organizações ambientais de base fizeram uma aparição estrondosa no cenário político nas décadas de 1960 e 1970, aumentando a conscientização pública sobre o que muitos consideravam a "crise ambiental" e trabalhando para influenciar decisões de política ambiental. A mídia de massa tem seguido e gerado interesse público em questões ambientais desde então.
O campo do jornalismo ambiental foi posteriormente legitimado pela criação da Society of Environmental Journalists em 1990, cuja missão "é promover a compreensão pública de questões ambientais, melhorando a qualidade, precisão e visibilidade dos relatórios ambientais." Hoje em dia, programas acadêmicos são oferecidos em diversas instituições para treinar jornalistas iniciantes nos rigores, na complexidade e na amplitude do jornalismo ambiental.

## Riscos e Desafios
O jornalismo ambiental desempenha um papel vital no enfrentamento de crises globais como mudanças climáticas e perda de biodiversidade, educando o público e responsabilizando os formuladores de políticas. No entanto, é uma profissão de alto risco, pois os jornalistas frequentemente enfrentam ameaças ao reportar de locais remotos e perigosos sobre questões como desmatamento e poluição.
Nos últimos 15 anos, o relatório UNESCO de 2024 documenta um aumento preocupante em ataques a jornalistas ambientais em todo o mundo, com 749 incidentes, incluindo 44 assassinatos, dos quais apenas cinco resultaram em condenações. O relatório identifica atores estatais e privados, bem como grupos criminosos, como as principais fontes dessas ameaças, que prejudicam gravemente a disseminação de informações ambientais essenciais. Essa situação é ainda mais agravada pela disseminação de desinformação relacionada ao clima nas mídias sociais. Além disso, uma pesquisa envolvendo mais de 900 jornalistas ambientais revelou que 70% deles sofreram ameaças relacionadas ao seu trabalho, destacando os desafios graves e generalizados enfrentados pelos jornalistas nessa área.

## Temas
As pautas do Jornalismo Ambiental incluem a cobertura de eventos (desmatamentos, cataclismos, iniciativas ecológicas, crimes ambientais e outros), as instituições que geram produtos e fatos (ONGs, universidades, empresas que agem sobre o meio ambiente), as políticas públicas para a área (órgãos públicos, ministérios, secretarias, institutos de proteção ambiental e biológica) e o dia-a-dia do setor. Campanhas públicas de conscientização ambiental ou causas ecológicas (como o Live Earth e a Hora do Planeta) também são fatos específicos deste tipo de cobertura.

### Comunicação ambiental
Comunicação ambiental é todas as formas de comunicação que envolvem o debate social sobre questões e problemas ambientais.
Também dentro do escopo da comunicação ambiental estão os gêneros de escrita sobre a natureza, escrita científica, literatura ambiental, interpretação ambiental e advocacia ambiental. Embora haja uma grande sobreposição entre os vários gêneros dentro da comunicação ambiental, cada um deles merece sua própria definição.

## Jornalismo Ambiental no Brasil
No Brasil, alguns dos profissionais em Jornalismo Ambiental são André Trigueiro, Ulisses Nenê, Juarez Tosi, Tânia Malheiros, Paulo Adario, Vilmar Berna, Roberto Villar Belmonte, Hiram Firmino, Carlos Tautz, André Muggiati, Lisete Ghiggi, Carlos Matsubara, Dal Marcondes, Murilo Gitel, Silvia Franz Marcuzzo, Luciano Lopes, Vinícius Carvalho e outros. Na área acadêmica já existem diversos trabalhos de pesquisa e iniciativas para o fortalecimento da formação neste campo, como a disciplina de Jornalismo Ambiental da Universidade Federal do Rio Grande do Sul, ministrada pela professora Ilza Maria Tourinho Girardi, a primeira disciplina desta natureza em uma universidade pública brasileira. A disciplina Jornalismo Especializado I (Ambiental) ministrada desde 2006 pela professora Lisete Ghiggi no Centro Universitário Metodista do IPA, é a primeira disciplina no currículo pleno em uma instituição de ensino particular. O professsor Wilson Bueno, da Universidade Metodista de São Paulo, também tem se dedicado a esta área, mantendo pesquisas, sites e publicações.
Os principais veículos dedicados ao tema no Brasil são portais da internet, tais como EcoAgência, Meio Ambiente Hoje, Agência Envolverde, Jornal do Meio Ambiente, Projeto #Colabora, também com versão impressa, Revista Ecológico, Ambiente JÁ, EcoD, ((o))eco, Estação Vida, Revista Eco 21, . Veículos da mídia tradicional fazem uma abordagem esporádica das questões ambientais.
Na televisão, alguns canais e programas de referência são o Globo Ecologia e o Globo Mar, ambos da TV Globo, e o Cidades e Soluções (do canal Globo News).
Em nível nacional, os profissionais engajados na temática ambiental estão reunidos na Rede Brasileira de Jornalismo Ambiental (RBJA), um grupo de discussão virtual baseado no Yahoo Groups e com página no Facebook. A RBJA promove, a cada dois anos, o Congresso Brasileiro de Jornalismo Ambiental , que já está em sua quinta edição. O objetivo do evento é qualificar a pauta ambiental.